# Croydon Challenger 1989
Il Croydon Challenger 1989 è stato un torneo di tennis facente parte della categoria ATP Challenger Series nell'ambito dell'ATP Challenger Series 1989. Il torneo si è giocato a Croydon in Gran Bretagna dal 13 al 17 febbraio 1989 su campi in sintetico indoor.

## Vincitori

### Singolare
Michael Tauson ha battuto in finale  Chris Bailey con il punteggio di 6–4, 7–6

### Doppio
Russell Barlow /  Ville Jansson hanno battuto in finale  Mike De Palmer /  Byron Talbot con il punteggio di 2–6, 6–3, 7–5